# Hitzendorf
Hitzendorf là một đô thị thuộc huyện Graz-Umgebung bang Steiermark, nước Áo. Đô thị Hitzendorf có diện tích 48,88 km², dân số thời điểm cuối năm 2016 là 7012 người.